# Futbol'nyj Klub Baltika
Il Futbol'nyj Klub Baltika (in russo Футбольный Клуб Балтика Калининград?), meglio noto come Baltika Kaliningrad o solamente Baltika, è una società calcistica russa della città di Kaliningrad. Milita nella Prem'er-Liga, la massima serie del campionato russo di calcio.

## Storia
La società venne fondata il 22 dicembre 1954 con il nome di Pishchevik Kaliningrad e nel 1958 assunse la denominazione attuale.
Il club venne inserito nel campionato sovietico nel 1957 e giocò in Classe B (1957-1965), Classe A (gruppo 2) (1966-1970) e in seconda divisione (1971-1991). Il miglior risultato raggiunto in questi anni dal Baltika fu la vittoria del girone regionale nel 1984.
Nel 1992, anno della creazione del campionato nazionale, la compagine fu ammessa a giocare in terza divisione che, sempre nello stesso anno, vinse. Dopo il quarto posto del 1993 e il terzo posto del 1994, il Baltika vinse la divisione nel 1995. Nel 1996 la compagine chiuse la Vysšaja Liga al settimo posto, miglior risultato della squadra sino a quel momento. Nel 1998 partecipò alla Coppa Intertoto, venendo eliminata al terzo turno, ma sempre nello stesso anno retrocesse dalla massima divisione.
Dal 1999 al 2023 il Baltika giocò nella seconda divisione russa, eccezion fatta per due stagioni trascorse in terza divisione (2002, 2005). Nel 2022-2023, grazie al secondo posto in seconda serie, ottenne la promozione in Prem'er-Liga, la massima serie russa.

## Colori e simboli

### Simboli ufficiali

#### Stemma

Stemma del Baltika, utilizzato dal 1997 al 2018.

## Palmarès

### Competizioni nazionali
- Pervaja Liga (Russia): 1

2024-2025
- Pervenstvo Professional'noj Futbol'noj Ligi: 4

1992, 2002, 2005

### Altri piazzamenti
- PFN Ligi:

Secondo posto: 2022-2023
Terzo posto: 1994
- Coppa di Russia:

Finalista: 2023-2024

## Statistiche e record

### Partecipazione ai campionati

#### Unione Sovietica
| Livello | Categoria            | Partecipazioni | Debutto | Ultima stagione | Totale |
| ------- | -------------------- | -------------- | ------- | --------------- | ------ |
| 2º      | Klass B              | 6              | 1957    | 1962            | 10     |
| 2º      | Vtoraja Gruppa A     | 4              | 1966    | 1969            | 10     |
| 3º      | Klass B              | 3              | 1963    | 1965            | 24     |
| 3º      | Vtoraja Gruppa A     | 1              | 1970    | 1970            | 24     |
| 3º      | Vtoraja Liga         | 20             | 1971    | 1990            | 24     |
| 4º      | Vtoraja Nizšaja Liga | 1              | 1991    | 1991            | 1      |

#### Russia
| Livello | Categoria        | Partecipazioni | Debutto   | Ultima stagione | Totale |
| ------- | ---------------- | -------------- | --------- | --------------- | ------ |
| 1º      | Vysšaja Liga     | 2              | 1996      | 1997            | 4      |
| 1º      | Vysšaja Divizion | 1              | 1998      | 1998            | 4      |
| 1º      | Prem'er-Liga     | 1              | 2023-2024 | 2023-2024       | 4      |
| 2º      | Pervaja Liga     | 3              | 1993      | 1995            | 25     |
| 2º      | Pervyj divizion  | 10             | 1999      | 2010            | 25     |
| 2º      | PFN Ligi         | 12             | 2011-2012 | 2022-2023       | 25     |
| 3º      | Vtoraja liga     | 1              | 1992      | 1992            | 3      |
| 3º      | Vtoroj divizion  | 2              | 2002      | 2005            | 3      |

## Organico

### Rosa 2023-2024
| N. |                    | Ruolo | Calciatore         |
| -- | ------------------ | ----- | ------------------ |
| 1  | Russia (bandiera)  | P     | Yevgeni Latyshonok |
| 3  | Russia (bandiera)  | D     | Maksim Plopa       |
| 4  | Francia (bandiera) | D     | Nathan Gassama     |
| 5  | Russia (bandiera)  | D     | Mutalip Alibekov   |
| 7  | Russia (bandiera)  | C     | Nikita Gluškov     |
| 11 | Russia (bandiera)  | A     | Mikhail Markin     |
| 12 | Russia (bandiera)  | P     | Il'ja Svinov       |
| 14 | Ucraina (bandiera) | A     | Ruslan Kisil       |

| N. |                        | Ruolo | Calciatore         |
| -- | ---------------------- | ----- | ------------------ |
| 21 | Russia (bandiera)      | C     | Dmitri Zakharov    |
| 27 | Russia (bandiera)      | D     | Ivan Maklakov      |
| 43 | Russia (bandiera)      | P     | Stanislav Čerčesov |
| 67 | Russia (bandiera)      | P     | Maksim Borisko     |
| 81 | Russia (bandiera)      | A     | Vitaliy Zhironkin  |
|    | Russia (bandiera)      | C     | Nikolaj Titkov     |
|    | Bielorussia (bandiera) | C     | Juryj Kavalëŭ      |
|    | Russia (bandiera)      | D     | Nikita Chizh       |